# Porcellionides simplex
Porcellionides simplex är en kräftdjursart som först beskrevs av Gustav Budde-Lund 1885.  Porcellionides simplex ingår i släktet Porcellionides och familjen Porcellionidae. Inga underarter finns listade i Catalogue of Life.